# Meilichius inaequalis
Meilichius inaequalis là một loài bọ cánh cứng trong họ Endomychidae. Loài này được Boucomont miêu tả khoa học năm 1928.